# Campionati del mondo di ciclismo su strada 1948
I Campionati del mondo di ciclismo su strada 1948 si disputarono a Valkenburg aan de Geul nei Paesi Bassi il 22 agosto 1948.
Furono assegnati due titoli:
- Prova in linea Uomini Dilettanti, gara di 186,000 km
- Prova in linea Uomini Professionisti, gara di 266,800 km

## Storia
Ritornata sul circuito di Valkenburg aan de Geul, la prova professionisti vide ripetersi il dualismo tra campioni italiani: dopo Alfredo Binda e Costante Girardengo nel 1928 e ancora Binda e Learco Guerra nel 1933, furono Fausto Coppi e Gino Bartali a controllarsi reciprocamente per tutta la corsa, annullandosi a vicenda.
Il titolo mondiale andò al belga Alberic Schotte, che staccò i velocisti sull'ultima salita e arrivò vittorioso al traguardo. Su trentasette corridori partiti, dieci conclusero la prova.
Oro e bronzo per la Svezia nella prova dilettanti, con Harry Snell campione del mondo di categoria.

## Medagliere
| Pos.   | Nazione | Oro | Argento | Bronzo | Totale |
| ------ | ------- | --- | ------- | ------ | ------ |
| 1      | Belgio  | 1   | 1       | 0      | 2      |
| 2      | Svezia  | 1   | 0       | 1      | 2      |
| 3      | Francia | 0   | 1       | 1      | 2      |
| Totale | Totale  | 2   | 2       | 2      | 6      |

## Sommario degli eventi
| Eventi                 | Oro                 | Tempo                      | Argento               | Tempo | Bronzo                   | Tempo   |
| Uomini Professionisti  |                     |                            |                       |       |                          |         |
| Gara in linea dettagli | Brik Schotte Belgio | 7h30'42" Media 35,518 km/h | Apo Lazaridès Francia | a 1"  | Lucien Teisseire Francia | a 3'41" |
| Uomini Dilettanti      |                     |                            |                       |       |                          |         |
| Gara in linea dettagli | Harry Snell Svezia  | 5h16'22"                   | Liévin Lerno Belgio   | ?     | Olle Wanlund Svezia      | ?       |